# Temporada da LTA de 2025
A temporada da LTA de 2025 é a temporada inaugural da League of Legends Championship of The Americas (LTA), uma liga pan-americana de esportes eletrônicos profissionais para o jogo League of Legends. A liga foi lançada com 16 times, treze dos quais são franqueados, dois times convidados e um time convidado provisório, todos jogando em três etapas de acordo com a nova estrutura de três etapas do calendário competitivo apresentado pela desenvolvedora do jogo Riot Games começando com a temporada competitiva de 2025.

## Etapa 1
A etapa inaugural da LTA começou em 18 de janeiro, com as finais ocorrendo em 23 de fevereiro na recém reformada Riot Games Arena, em São Paulo, Brasil.

### Formato
Todas as 16 equipes, oito em cada conferência, competiram em uma chave de torneio de dupla eliminação em suas respectivas conferências para determinar as quatro  melhores equipes da LTA Norte e da LTA Sul. Todas as partidas foram disputadas em melhor de três. Os oito restantes competirão então em uma chave de eliminação única de oito equipes, onde todas as partidas, exceto as finais, também serão em melhor de três e a primeira rodada de confrontos será entre conferências. As finais serão uma série melhor de cinco, com o vencedor sendo coroado campeão da Etapa 1 e o único representante da LTA no torneio First Stand de 2025.
A Etapa 1 implementa o formato “Fearless Draft”, onde as equipes não podem escolher um personagem que já tenham jogado em uma série, mesmo que o personagem tenha sido escolhido pela equipe adversária.
O sorteio dos confrontos da primeira rodada de cada conferência foi realizado em 18 de janeiro de 2025.

### Norte
Local: Riot Games Arena, Los Angeles
Fonte: LoL Esports
Em negrito, indica que a equipe avançou para a próxima fase.
| Rodada                    | Equipe 1          | Placar | Equipe 2          | Data            |
| ------------------------- | ----------------- | ------ | ----------------- | --------------- |
| Rodada 1 (chave superior) | Shopify Rebellion | 0–2    | FlyQuest          | 25 de janeiro   |
| Rodada 1 (chave superior) | LYON              | 0–2    | Cloud9            | 25 de janeiro   |
| Rodada 1 (chave superior) | Disguised         | 0–2    | 100 Thieves       | 26 de janeiro   |
| Rodada 1 (chave superior) | Dignitas          | 0–2    | Team Liquid       | 26 de janeiro   |
| Rodada 1 (chave inferior) | LYON              | 1–2    | Shopify Rebellion | 1 de fevereiro  |
| Rodada 1 (chave inferior) | Disguised         | 1–2    | Dignitas          | 1 de fevereiro  |
| Rodada 2 (chave superior) | Team Liquid       | 1–2    | 100 Thieves       | 2 de fevereiro  |
| Rodada 2 (chave superior) | FlyQuest          | 1–2    | Cloud9            | 2 de fevereiro  |
| Rodada 3 (chave superior) | 100 Thieves       | 1–0    | Cloud9            | 3 de fevereiro  |
| Rodada 2 (chave inferior) | Team Liquid       | 2–0    | Shopify Rebellion | 9 de fevereiro  |
| Rodada 2 (chave inferior) | Dignitas          | 0–2    | FlyQuest          | 9 de fevereiro  |
| Rodada 3 (chave inferior) | Team Liquid       | 0–1    | FlyQuest          | 10 de fevereiro |

### Sul
Local: Riot Games Arena, São Paulo
Fonte: LoL Esports
Em negrito, indica que a equipe avançou para a próxima fase.
| Rodada                    | Equipe 1      | Placar | Equipe 2      | Data           |
| ------------------------- | ------------- | ------ | ------------- | -------------- |
| Rodada 1 (chave superior) | LOUD          | 1–2    | paiN Gaming   | 25 de janeiro  |
| Rodada 1 (chave superior) | Keyd Stars    | 1–2    | Leviatán      | 25 de janeiro  |
| Rodada 1 (chave superior) | Isurus Estral | 2–1    | FURIA         | 26 de janeiro  |
| Rodada 1 (chave superior) | RED Canids    | 2–0    | Fluxo W7M     | 26 de janeiro  |
| Rodada 1 (chave inferior) | LOUD          | 2–1    | Keyd Stars    | 1 de fevereiro |
| Rodada 1 (chave inferior) | Fluxo W7M     | 0–2    | FURIA         | 1 de fevereiro |
| Rodada 2 (chave superior) | Isurus Estral | 2–1    | RED Canids    | 2 de fevereiro |
| Rodada 2 (chave superior) | paiN Gaming   | 1–2    | Leviatán      | 2 de fevereiro |
| Rodada 3 (chave superior) | Leviatán      | 0–1    | Isurus Estral | 2 de fevereiro |
| Rodada 2 (chave inferior) | RED Canids    | 1–2    | LOUD          | 9 de fevereiro |
| Rodada 2 (chave inferior) | paiN Gaming   | 2–1    | FURIA         | 9 de fevereiro |
| Rodada 3 (chave inferior) | LOUD          | 1–0    | paiN Gaming   | 9 de fevereiro |

### Eliminatórias
Local: Riot Games Arena, São Paulo
|  |                  |                  |                  |                 |   |             |                 |            |  |  |       |       |       |
|  | Quartas de final | Quartas de final | Quartas de final |                 |   | Semifinais  | Semifinais      | Semifinais |  |  | Final | Final | Final |
|  | Quartas de final | Quartas de final | Quartas de final |                 |   | Semifinais  | Semifinais      | Semifinais |  |  | Final | Final | Final |
|  | 15 de fevereiro  |                  |                  |                 |   |             |                 |            |  |  |       |       |       |
|  |                  |                  |                  |                 |   |             |                 |            |  |  |       |       |       |
|  | N1               | 100 Thieves      | 2                |                 |   |             |                 |            |  |  |       |       |       |
|  | N1               | 100 Thieves      | 2                | 22 de fevereiro |   |             |                 |            |  |  |       |       |       |
|  | S4               | paiN Gaming      | 0                |                 |   |             |                 |            |  |  |       |       |       |
|  | S4               | paiN Gaming      | 0                |                 |   | 100 Thieves | 100 Thieves     | 2          |  |  |       |       |       |
|  | 15 de fevereiro  |                  |                  |                 |   | 100 Thieves | 100 Thieves     | 2          |  |  |       |       |       |
|  |                  |                  | FlyQuest         | FlyQuest        | 1 |             |                 |            |  |  |       |       |       |
|  | S2               | Leviatán         | FlyQuest         | FlyQuest        | 1 | 0           |                 |            |  |  |       |       |       |
|  | S2               | Leviatán         |                  |                 |   | 0           | 23 de fevereiro |            |  |  |       |       |       |
|  | N3               | FlyQuest         | 2                |                 |   |             |                 |            |  |  |       |       |       |
|  | N3               | FlyQuest         | 2                |                 |   | 100 Thieves | 100 Thieves     | 0          |  |  |       |       |       |
|  | 16 de fevereiro  |                  |                  |                 |   | 100 Thieves | 100 Thieves     | 0          |  |  |       |       |       |
|  |                  |                  | Team Liquid      | Team Liquid     | 3 |             |                 |            |  |  |       |       |       |
|  | S1               | Isurus Estral    | Team Liquid      | Team Liquid     | 3 | 1           |                 |            |  |  |       |       |       |
|  | S1               | Isurus Estral    | 22 de fevereiro  |                 |   | 1           |                 |            |  |  |       |       |       |
|  | N4               | Team Liquid      | 2                |                 |   |             |                 |            |  |  |       |       |       |
|  | N4               | Team Liquid      | 2                |                 |   | Team Liquid | Team Liquid     | 2          |  |  |       |       |       |
|  | 16 de fevereiro  |                  |                  |                 |   | Team Liquid | Team Liquid     | 2          |  |  |       |       |       |
|  |                  |                  | Cloud9           | Cloud9          | 1 |             |                 |            |  |  |       |       |       |
|  | N2               | Cloud9           | Cloud9           | Cloud9          | 1 | 2           |                 |            |  |  |       |       |       |
|  | N2               | Cloud9           |                  |                 |   |             |                 |            |  |  |       |       |       |
|  | S3               | LOUD             | 0                |                 |   |             |                 |            |  |  |       |       |       |
|  | S3               | LOUD             | 0                |                 |   |             |                 |            |  |  |       |       |       |

## Etapa 2

### Formato
Em ambas as conferências, as equipes competirão em um torneio de pontos corridos de ida e volta, com todas as partidas disputadas em melhor de um. As seis melhores equipes se classificarão para uma chave de dupla eliminação em melhor de cinco, com os vencedores de cada conferência sendo coroados  os campeões da Conferência e se classificando para o Mid-Season Invitational de 2025.

### Norte

#### Fase de posicionamento
| Pos. | Equipe            | J | V | D | %    |
| ---- | ----------------- | - | - | - | ---- |
| 1.   | Cloud9            | 7 | 6 | 1 | .857 |
| 2.   | FlyQuest          | 7 | 6 | 1 | .857 |
| 3.   | 100 Thieves       | 7 | 5 | 2 | .714 |
| 4.   | Team Liquid       | 7 | 4 | 3 | .571 |
| 5.   | LYON              | 7 | 3 | 4 | .429 |
| 6.   | Shopify Rebellion | 7 | 2 | 5 | .286 |
| 7.   | Disguised         | 7 | 1 | 6 | .143 |
| 8.   | Dignitas          | 7 | 1 | 6 | .143 |

Atualizado até os jogos disputados em 21 de abril de 2025. Fonte: LoL Esports

#### Fase de grupos

##### Grupo A
| Pos. | Equipe      | J | V | D | %     | Classificação                                            |
| ---- | ----------- | - | - | - | ----- | -------------------------------------------------------- |
| 1.   | Cloud9      | 3 | 3 | 0 | 1.000 | Avança para as eliminatórias e definição dos potes 1 e 2 |
| 2.   | Team Liquid | 3 | 2 | 1 | .667  | Avança para as eliminatórias e definição dos potes 3 e 4 |
| 3.   | LYON        | 3 | 1 | 2 | .333  | Avança para a definição dos potes 5 e 6                  |
| 4.   | Disguised   | 3 | 0 | 3 | .000  | Avança para a definição dos potes 5 e 6                  |

Atualizado até os jogos disputados em 12 de maio de 2025. Fonte: LoL Esports

##### Grupo B
| Pos. | Equipe            | J | V | D | %     | Classificação                                            |
| ---- | ----------------- | - | - | - | ----- | -------------------------------------------------------- |
| 1.   | FlyQuest          | 3 | 3 | 0 | 1.000 | Avança para as eliminatórias e definição dos potes 1 e 2 |
| 2.   | Shopify Rebellion | 3 | 1 | 2 | .333  | Avança para as eliminatórias e definição dos potes 3 e 4 |
| 3.   | 100 Thieves       | 3 | 1 | 2 | .333  | Avança para a definição dos potes 5 e 6                  |
| 4.   | Dignitas          | 3 | 1 | 2 | .333  | Avança para a definição dos potes 5 e 6                  |

Atualizado até os jogos disputados em 12 de maio de 2025. Fonte: LoL Esports

##### Definição dos potes
| Definição   | Equipe 1    | Placar | Equipe 2          | Data       |
| ----------- | ----------- | ------ | ----------------- | ---------- |
| Potes 1 e 2 | Cloud9      | 0–2    | FlyQuest          | 18 de maio |
| Potes 3 e 4 | Team Liquid | 2–0    | Shopify Rebellion | 19 de maio |
| Potes 5 e 6 | LYON        | 1–2    | Dignitas          | 18 de maio |
| Potes 5 e 6 | 100 Thieves | 2–0    | Disguised         | 19 de maio |

#### Eliminatórias
|  |                  |                   |                  |                   |                  |                  |                  |                  |                  |        |   |                   |        |   |  |       |       |       |
|  | Chave superior 1 | Chave superior 1  | Chave superior 1 |                   |                  | Chave superior 2 | Chave superior 2 | Chave superior 2 |                  |        |   |                   |        |   |  | Final | Final | Final |
|  | Chave superior 1 | Chave superior 1  | Chave superior 1 |                   |                  | Chave superior 2 | Chave superior 2 | Chave superior 2 |                  |        |   |                   |        |   |  | Final | Final | Final |
|  | 24 de maio       |                   |                  |                   |                  |                  |                  |                  |                  |        |   |                   |        |   |  |       |       |       |
|  |                  |                   |                  |                   |                  |                  |                  |                  |                  |        |   |                   |        |   |  |       |       |       |
|  | 1                | FlyQuest          | 3                |                   |                  |                  |                  |                  |                  |        |   |                   |        |   |  |       |       |       |
|  | 1                | FlyQuest          | 3                | 7 de junho        |                  |                  |                  |                  |                  |        |   |                   |        |   |  |       |       |       |
|  | 4                | Shopify Rebellion | 0                |                   |                  |                  |                  |                  |                  |        |   |                   |        |   |  |       |       |       |
|  | 4                | Shopify Rebellion | 0                |                   |                  | 1                | FlyQuest         | 3                |                  |        |   |                   |        |   |  |       |       |       |
|  | 25 de maio       |                   |                  |                   |                  | 1                | FlyQuest         | 3                |                  |        |   |                   |        |   |  |       |       |       |
|  |                  |                   | 2                | Cloud9            | 2                |                  |                  |                  |                  |        |   |                   |        |   |  |       |       |       |
|  | 2                | Cloud9            | 2                | Cloud9            | 2                | 3                |                  |                  |                  |        |   |                   |        |   |  |       |       |       |
|  | 2                | Cloud9            |                  |                   |                  |                  |                  |                  |                  |        |   |                   |        |   |  |       |       |       |
|  | 3                | Team Liquid       | 0                |                   |                  | 15 de junho      | 15 de junho      | 15 de junho      |                  |        |   |                   |        |   |  |       |       |       |
|  | 3                | Team Liquid       | 0                |                   |                  | 15 de junho      | 15 de junho      | 15 de junho      |                  |        |   |                   |        |   |  |       |       |       |
|  |                  |                   |                  | 1                 | FlyQuest         | 3                |                  |                  |                  |        |   |                   |        |   |  |       |       |       |
|  |                  |                   |                  | 1                 | FlyQuest         | 3                |                  |                  |                  |        |   |                   |        |   |  |       |       |       |
|  | Chave inferior 1 | Chave inferior 1  | Chave inferior 1 | Chave inferior 2  | Chave inferior 2 | Chave inferior 2 | Chave inferior 3 | Chave inferior 3 | Chave inferior 3 |        |   | 2                 | Cloud9 | 2 |  |       |       |       |
|  | Chave inferior 1 | Chave inferior 1  | Chave inferior 1 | Chave inferior 2  | Chave inferior 2 | Chave inferior 2 | Chave inferior 3 | Chave inferior 3 | Chave inferior 3 |        |   | 2                 | Cloud9 | 2 |  |       |       |       |
|  | 31 de maio       |                   |                  |                   |                  |                  |                  |                  |                  |        |   |                   |        |   |  |       |       |       |
|  | 14 de junho      |                   |                  |                   |                  |                  |                  |                  |                  |        |   |                   |        |   |  |       |       |       |
|  | 3                | Team Liquid       | 3                |                   |                  |                  |                  |                  |                  |        |   |                   |        |   |  |       |       |       |
|  | 3                | Team Liquid       | 3                |                   |                  | 8 de junho       | 8 de junho       | 8 de junho       | 2                | Cloud9 | 3 |                   |        |   |  |       |       |       |
|  | 5                | Dignitas          | 1                |                   |                  | 8 de junho       | 8 de junho       | 8 de junho       | 2                | Cloud9 | 3 |                   |        |   |  |       |       |       |
|  | 5                | Dignitas          | 1                |                   |                  | 3                | Team Liquid      | 1                |                  |        | 4 | Shopify Rebellion | 0      |   |  |       |       |       |
|  | 1 de junho       |                   |                  |                   |                  | 3                | Team Liquid      | 1                |                  |        | 4 | Shopify Rebellion | 0      |   |  |       |       |       |
|  |                  |                   | 4                | Shopify Rebellion | 3                |                  |                  |                  |                  |        |   |                   |        |   |  |       |       |       |
|  | 4                | Shopify Rebellion | 4                | Shopify Rebellion | 3                | 3                |                  |                  |                  |        |   |                   |        |   |  |       |       |       |
|  | 4                | Shopify Rebellion |                  |                   |                  |                  |                  |                  |                  |        |   |                   |        |   |  |       |       |       |
|  | 6                | 100 Thieves       | 0                |                   |                  |                  |                  |                  |                  |        |   |                   |        |   |  |       |       |       |
|  | 6                | 100 Thieves       | 0                |                   |                  |                  |                  |                  |                  |        |   |                   |        |   |  |       |       |       |

Fonte: LoL Esports

### Sul

#### Fase de posicionamento
| Pos. | Equipe        | J | V | D | %    |
| ---- | ------------- | - | - | - | ---- |
| 1.   | paiN Gaming   | 7 | 6 | 1 | .857 |
| 2.   | FURIA         | 7 | 5 | 2 | .714 |
| 3.   | LOUD          | 7 | 4 | 3 | .571 |
| 4.   | Leviatán      | 7 | 4 | 3 | .571 |
| 5.   | Keyd Stars    | 7 | 4 | 3 | .571 |
| 6.   | RED Canids    | 7 | 3 | 4 | .429 |
| 7.   | Fluxo W7M     | 7 | 1 | 6 | .143 |
| 8.   | Isurus Estral | 7 | 1 | 6 | .143 |

Atualizado até os jogos disputados em 21 de abril de 2025. Fonte: LoL Esports

#### Fase de grupos

##### Grupo A
| Pos. | Equipe        | J | V | D | %     | Classificação                                            |
| ---- | ------------- | - | - | - | ----- | -------------------------------------------------------- |
| 1.   | paiN Gaming   | 3 | 3 | 0 | 1.000 | Avança para as eliminatórias e definição dos potes 1 e 2 |
| 2.   | Keyd Stars    | 3 | 2 | 1 | .667  | Avança para as eliminatórias e definição dos potes 3 e 4 |
| 3.   | Isurus Estral | 3 | 1 | 2 | .333  | Avança para a definição dos potes 5 e 6                  |
| 4.   | Leviatán      | 3 | 0 | 3 | .000  | Avança para a definição dos potes 5 e 6                  |

Atualizado até os jogos disputados em . Fonte: LoL Esports

##### Grupo B
| Pos. | Equipe     | J | V | D | %    | Classificação                                            |
| ---- | ---------- | - | - | - | ---- | -------------------------------------------------------- |
| 1.   | FURIA      | 3 | 2 | 1 | .667 | Avança para as eliminatórias e definição dos potes 1 e 2 |
| 2.   | LOUD       | 3 | 2 | 1 | .667 | Avança para as eliminatórias e definição dos potes 3 e 4 |
| 3.   | RED Canids | 3 | 1 | 2 | .333 | Avança para a definição dos potes 5 e 6                  |
| 4.   | Fluxo W7M  | 3 | 1 | 2 | .333 | Avança para a definição dos potes 5 e 6                  |

Atualizado até os jogos disputados em . Fonte: LoL Esports

##### Definição dos potes
| Definição   | Equipe 1      | Placar | Equipe 2   | Data       |
| ----------- | ------------- | ------ | ---------- | ---------- |
| Potes 1 e 2 | paiN Gaming   | 2–1    | FURIA      | 17 de maio |
| Potes 3 e 4 | Keyd Stars    | 2–1    | LOUD       | 18 de maio |
| Potes 5 e 6 | Isurus Estral | 2–0    | Fluxo W7M  | 18 de maio |
| Potes 5 e 6 | Leviatán      | 0–2    | RED Canids | 19 de maio |

#### Eliminatórias
|  |                  |                  |                  |                  |                  |                  |                  |                  |                  |       |   |               |       |   |  |       |       |       |
|  | Chave superior 1 | Chave superior 1 | Chave superior 1 |                  |                  | Chave superior 2 | Chave superior 2 | Chave superior 2 |                  |       |   |               |       |   |  | Final | Final | Final |
|  | Chave superior 1 | Chave superior 1 | Chave superior 1 |                  |                  | Chave superior 2 | Chave superior 2 | Chave superior 2 |                  |       |   |               |       |   |  | Final | Final | Final |
|  | 24 de maio       |                  |                  |                  |                  |                  |                  |                  |                  |       |   |               |       |   |  |       |       |       |
|  |                  |                  |                  |                  |                  |                  |                  |                  |                  |       |   |               |       |   |  |       |       |       |
|  | 1                | paiN Gaming      | 3                |                  |                  |                  |                  |                  |                  |       |   |               |       |   |  |       |       |       |
|  | 1                | paiN Gaming      | 3                | 8 de junho       |                  |                  |                  |                  |                  |       |   |               |       |   |  |       |       |       |
|  | 4                | LOUD             | 1                |                  |                  |                  |                  |                  |                  |       |   |               |       |   |  |       |       |       |
|  | 4                | LOUD             | 1                |                  |                  | 1                | paiN Gaming      | 3                |                  |       |   |               |       |   |  |       |       |       |
|  | 25 de maio       |                  |                  |                  |                  | 1                | paiN Gaming      | 3                |                  |       |   |               |       |   |  |       |       |       |
|  |                  |                  | 2                | FURIA            | 1                |                  |                  |                  |                  |       |   |               |       |   |  |       |       |       |
|  | 2                | FURIA            | 2                | FURIA            | 1                | 3                |                  |                  |                  |       |   |               |       |   |  |       |       |       |
|  | 2                | FURIA            |                  |                  |                  |                  |                  |                  |                  |       |   |               |       |   |  |       |       |       |
|  | 3                | Keyd Stars       | 0                |                  |                  | 15 de junho      | 15 de junho      | 15 de junho      |                  |       |   |               |       |   |  |       |       |       |
|  | 3                | Keyd Stars       | 0                |                  |                  | 15 de junho      | 15 de junho      | 15 de junho      |                  |       |   |               |       |   |  |       |       |       |
|  |                  |                  |                  | 1                | paiN Gaming      | 0                |                  |                  |                  |       |   |               |       |   |  |       |       |       |
|  |                  |                  |                  | 1                | paiN Gaming      | 0                |                  |                  |                  |       |   |               |       |   |  |       |       |       |
|  | Chave inferior 1 | Chave inferior 1 | Chave inferior 1 | Chave inferior 2 | Chave inferior 2 | Chave inferior 2 | Chave inferior 3 | Chave inferior 3 | Chave inferior 3 |       |   | 2             | FURIA | 3 |  |       |       |       |
|  | Chave inferior 1 | Chave inferior 1 | Chave inferior 1 | Chave inferior 2 | Chave inferior 2 | Chave inferior 2 | Chave inferior 3 | Chave inferior 3 | Chave inferior 3 |       |   | 2             | FURIA | 3 |  |       |       |       |
|  | 1 de junho       |                  |                  |                  |                  |                  |                  |                  |                  |       |   |               |       |   |  |       |       |       |
|  | 14 de junho      |                  |                  |                  |                  |                  |                  |                  |                  |       |   |               |       |   |  |       |       |       |
|  | 3                | Keyd Stars       | 3                |                  |                  |                  |                  |                  |                  |       |   |               |       |   |  |       |       |       |
|  | 3                | Keyd Stars       | 3                |                  |                  | 7 de junho       | 7 de junho       | 7 de junho       | 2                | FURIA | 3 |               |       |   |  |       |       |       |
|  | 5                | RED Canids       | 1                |                  |                  | 7 de junho       | 7 de junho       | 7 de junho       | 2                | FURIA | 3 |               |       |   |  |       |       |       |
|  | 5                | RED Canids       | 1                |                  |                  | 3                | Keyd Stars       | 0                |                  |       | 6 | Isurus Estral | 1     |   |  |       |       |       |
|  | 31 de maio       |                  |                  |                  |                  | 3                | Keyd Stars       | 0                |                  |       | 6 | Isurus Estral | 1     |   |  |       |       |       |
|  |                  |                  | 6                | Isurus Estral    | 3                |                  |                  |                  |                  |       |   |               |       |   |  |       |       |       |
|  | 4                | LOUD             | 6                | Isurus Estral    | 3                | 1                |                  |                  |                  |       |   |               |       |   |  |       |       |       |
|  | 4                | LOUD             |                  |                  |                  |                  |                  |                  |                  |       |   |               |       |   |  |       |       |       |
|  | 6                | Isurus Estral    | 3                |                  |                  |                  |                  |                  |                  |       |   |               |       |   |  |       |       |       |
|  | 6                | Isurus Estral    | 3                |                  |                  |                  |                  |                  |                  |       |   |               |       |   |  |       |       |       |

Fonte: LoL Esports

## Etapa 3
Em 3 de junho de 2025, a Riot Games anunciou que as Finais do Campeonato da LTA serão realizadas no Credit Union of Texas Event Center em Allen, Texas, na região metropolitana de Dallas-Fort Worth, nos Estados Unidos, de 27 a 28 de setembro.

### Formato
A Etapa 3 terá formato “Pick & Play” para suas rodadas iniciais. Ambas as conferências terão um formato semelhante durante seis semanas de jogo. Na primeira semana, cada equipe se enfrenta com base nos resultados da Etapa 2, mas depois da primeira e da segunda semanas, as equipes com classificação mais baixa escolhem seus oponentes. Após a terceira semana, uma chave de dupla eliminação é formada, com as quatro primeiras equipes colocadas na chave dos vencedores e as 4 últimas colocadas na chave dos perdedores. Nesta chave, as equipes melhor classificadas escolhem seus oponentes para cada uma das duas rodadas.
As três melhores equipes de cada conferência avançam para o Campeonato Regional das Américas, onde competem em uma chave de dupla eliminação em melhor de cinco, com os vencedores da "Worlds Qualifying Series" (os dois primeiros representantes da LTA no Mundial 2025) começando na chave superior, com as equipes restantes começando na chave inferior. O vencedor das finais será coroado campeão do LTA e ganhará a vaga final da LTA no Campeonato Mundial de League of Legends de 2025.